# وائل رياض
وائل رياض، لاعب كرة قدم مصري سابق من مواليد 8 فبراير 1982 بمدينة الجيزة، شغل خطة مدافع.

## مسيرة الأندية
انتقل رياض إلى غراتزر أي كاي على سبيل الإعارة في يناير 2007. وشارك في مباراتين وديتين في فبراير وسجل هدفًا في كل مباراة. لعب وائل رياض 5 مباريات مع الفريق الأول في غراتزر أي كاي بين فبراير وأبريل 2007، بدأ مرة واحدة ولم يسجل أي أهداف.

## المسيرة الدولية
كان وائل رياض لاعبًا منتظمًا في منتخب مصر تحت 20 سنة لكرة القدم الذي حصل على الميدالية البرونزية في بطولة العالم للشباب لكرة القدم 2001 في الأرجنتين. وسجل ضد فنلندا في دور المجموعات ومرة أخرى في الفوز على الولايات المتحدة في دور الـ16.